# 미국 고속도로교통안전국
미국 고속도로교통안전국(영어: National Highway Traffic Safety Administration, NHTSA /ˈnɪtsə/)은 미국 연방 정부의 기관으로, 미국 교통부의 일부이며 자동차 안전 규제에 중점을 둔다.
NHTSA는 연방 자동차 안전 기준(FMVSS), 자동차 도난 방지 규제, 그리고 기업 평균 연비(CAFE) 시스템의 일부로 연비를 작성하고 시행할 책임이 있다. FMVSS 209는 1967년 3월 1일에 발효된 첫 번째 표준이었다. NHTSA는 차량 제조업체와 수입업체에 면허를 발급하고, 차량 및 안전 규제 대상 부품의 수입을 허용하거나 차단하며, 차대번호(VIN) 시스템을 관리하고, 미국 안전 테스트에 사용되는 충돌 테스트용 인형과 테스트 프로토콜 자체를 개발하며, 차량 보험 비용 정보를 제공한다. 이 기관은 온실 기체 배출에 대한 선제적 규제 권한을 주장해왔지만, 이는 캘리포니아 대기 자원 위원회와 같은 주 규제 기관에 의해 논란이 되고 있다.
연방 자동차 안전 기준은 미국 연방 규정집 49장에 성문화되어 있다. 추가적인 연방 차량 표준은 CFR의 다른 곳에 포함되어 있다. NHTSA의 또 다른 활동은 국립 통계 분석 센터에서 유지 관리하는 다양한 데이터 파일, 특히 사망 분석 보고 시스템(FARS), 충돌 조사 샘플링 시스템(CISS, 기술자들이 무작위로 경찰 충돌 보고서를 조사하는 곳), 및 기타에서 이용 가능한 자동차 충돌에 대한 데이터 수집이다.
도로 설계, 교통 집행, 충돌 조사 등 미국 교통 안전의 다른 측면은 NHTSA의 관할 범위 밖에 있다.

## 역사
1964년과 1966년, 미국에서는 자동차 안전을 강화하려는 대중의 압력이 커졌고, 이는 활동가 변호사 랠프 네이더의 어떤 속도로든 안전하지 않다 출판과 미국 국립 과학원의 보고서인 사고사 및 장애: 현대 사회의 소외된 질병으로 절정에 달했다.
1966년, 의회는 고속도로 안전에 관한 일련의 공개 청문회를 개최했고, 안전 벨트 설치를 의무화하는 법안을 통과시켰으며, 1966년 10월 15일에 미국 교통부를 설립했다(Pub.L. 89–670). 린든 B. 존슨 대통령이 이보다 앞선 1966년 9월 9일에 서명한 법안에는 국가 교통 및 자동차 안전법(Pub.L. 89–563)과 고속도로 안전법(Pub.L. 89–564)이 포함되어 있었으며, 이는 NHTSA의 전신이 될 국가 교통 안전국, 국가 고속도로 안전국, 국가 고속도로 안전부를 창설했다. 연방 자동차 안전 기준(FMVSS)이 발효된 후, 제조업체 또는 수입업체가 미국 안전 기준을 준수한다고 인증하지 않은 차량은 더 이상 미국으로 수입하는 것이 불법이 되었다.
의회는 1970년 고속도로 안전법(Pub.L. 91–605, 84 Stat. 1713, 1970년 12월 31일 제정, 84 Stat. 1739의 Title II)에 따라 NHTSA를 설립했다. 1972년, 자동차 정보 및 비용 절감법(Pub.L. 92–513, 86 Stat. 947, 1972년 10월 20일 제정)은 NHTSA의 범위를 소비자 정보 프로그램으로 확장했다. 차량 설계 개선과 음주 운전과 같은 문제에 대한 대중의 인식에도 불구하고, 교통 사망자 수는 여전히 높게 유지되었다. 2020년대 초반, 매년 40,000명 이상의 미국 거주자들이 자동차 충돌로 사망했다.
NHTSA는 아우디 5000/60분 사건, 포드 익스플로러 전복 문제, 토요타 가속 페달 고착 문제 등 자동차 안전 문제에 대한 수많은 고위험 조사를 수행했다. 이 기관은 2012년 모델 연도까지 모든 승용차에 전자식 차체 자세 제어 장치를 의무화할 것을 제안했다. 이 기술은 1997년 스웨덴 무스 테스트를 통해 처음으로 대중의 관심을 받았다. 20세기 마지막 3분의 1 기간 동안 차량 사망률 감소의 대부분은 1968년-1984년 동안 NHTSA의 초기 안전 기준과 이후 차량 제조업체의 자발적인 차량 충돌 안전성 변화로 얻어졌다.

## 규제 성과

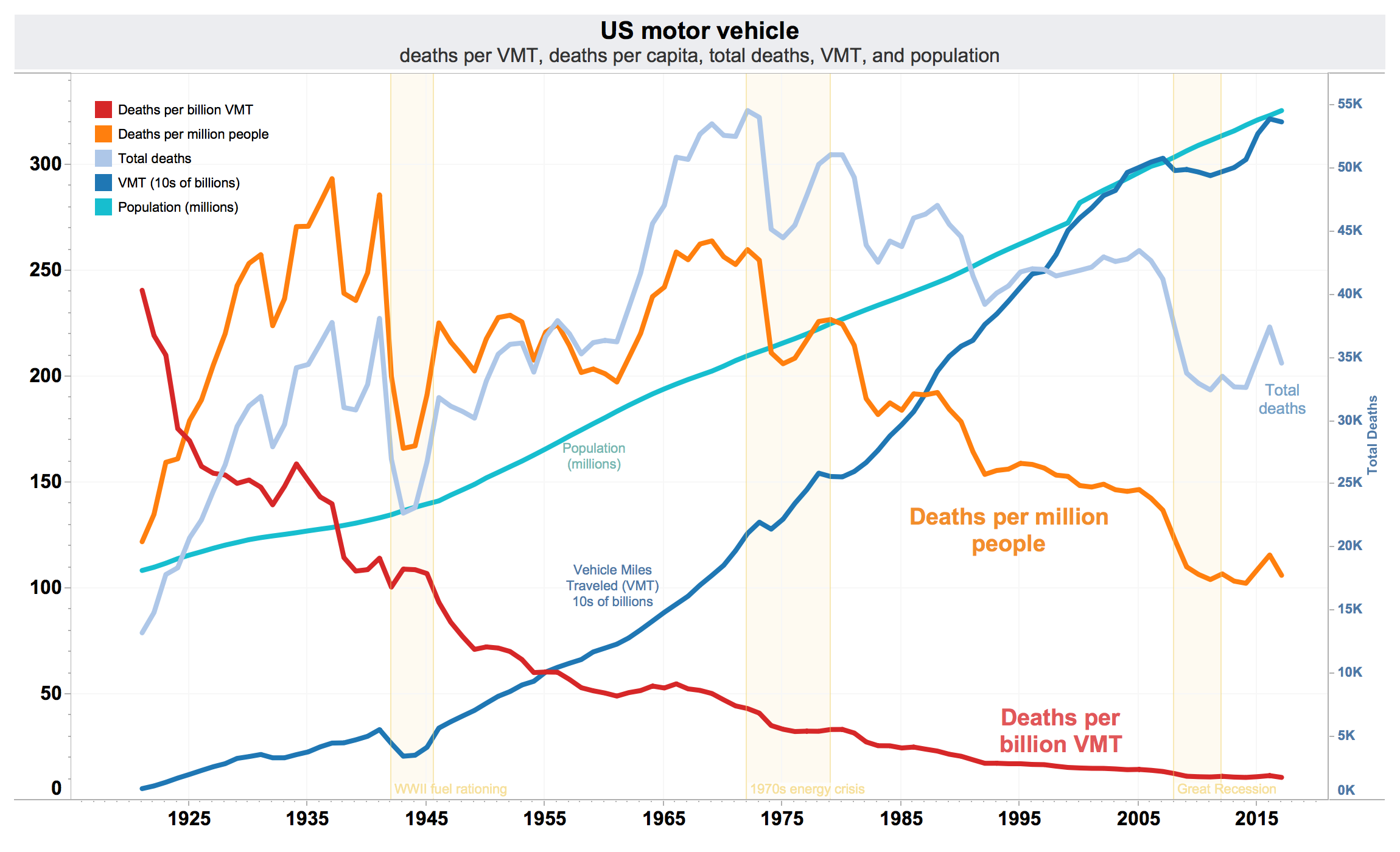
1921년부터 2017년까지 주행거리당 연간 미국 교통 사망자 수 (빨간색), 주행거리 (파란색), 백만 명당 (주황색), 총 연간 사망자 수 (하늘색), 수십억 주행거리 (짙은 파란색), 그리고 인구 백만 명 (청록색)

2011년, 2014년, 2015년, 2016년, 2018년, 2021년 미국 교통부 감사관실의 감사 결과 NHTSA는 비효율적인 것으로 결론지어졌다. 2021년 감사에서는 NHTSA가 연방 자동차 안전 기준을 효과적으로 발행하거나 업데이트하지 못하고 청원 및 조사에 대한 기한을 지키지 못했으며, 청원 평가와 같은 중요한 기관 책임에 대한 절차를 마련하지 못했고, 10년 전인 2011년 감사관실 감사에서 도출된 합의된 권고 사항을 이행하지 못했음이 밝혀졌다. 2018년 감사에서는 NHTSA가 적절하고 시기적절한 안전 리콜을 수행할 수 없다고 밝혀졌다. 2015년 감사에서는 NHTSA의 안전 관련 데이터 수집 및 분석이 부적절하다고 밝혀졌으며, 기관이 안전 결함을 조사하는 데 태만하고 부주의하다고 밝혀졌다.
전 제너럴 모터스 안전 연구원 레너드 에반스의 2004년 책에 실린 정부 데이터(미국 FARS 기준)는 미국에서 달성된 것보다 다른 국가들이 시간이 지남에 따라 더 큰 교통 안전 개선을 달성했음을 보여준다:
| 국가   | 1979년 사망자 수 | 2002년 사망자 수 | 백분율 변화 |
| ------ | ---------------- | ---------------- | ----------- |
| 미국   | 51,093           | 42,815           | −16.2%      |
| 영국   | 6,352            | 3,431            | −46.0%      |
| 캐나다 | 5,863            | 2,936            | −49.9%      |
| 호주   | 3,508            | 1,715            | −51.1%      |

연구에 따르면 미국이 교통 안전에서 계속 뒤처지는 한 가지 이유는 미국에서 픽업트럭과 SUV의 상대적으로 높은 보급률 때문인데, 미국 교통 연구 위원회의 2003년 연구는 이 차량들이 승용차보다 훨씬 안전하지 않다는 것을 발견했다. 미국의 과거 데이터와 현재 데이터를 비교하면 상당한 인구 증가와 1960년대 이후 대형 상업용 트럭 교통량이 상당히 증가했지만 고속도로 용량이 따라가지 못했기 때문에 왜곡이 발생할 수 있다. 그러나 다른 요인들도 상당한 영향을 미친다. 캐나다는 미국과 유사한 차량 구성 및 규제에도 불구하고 도로 사망 및 부상률이 더 낮다. 그럼에도 불구하고 트럭 기반 차량의 승용차로의 광범위한 사용은 차량 자체의 안전 성능으로 인해 직접적으로뿐만 아니라 북미 지역에서 이러한 차량의 사용을 용이하게 하는 상대적으로 낮은 연료비로 인해 간접적으로도 도로 사망 및 부상과 상관관계가 있다. 휘발유 가격이 상승하면 자동차 사망자 수는 감소한다.
2025년 1월, NHTSA는 베어링 문제로 인한 엔진 고장 신고 39건을 접수받은 후 877,710대의 제너럴 모터스 트럭 및 SUV(2019-2024년형)에 대한 예비 조사를 시작했다. 이 조사는 문제의 범위와 심각성을 평가하는 것을 목표로 하며, 제너럴 모터스는 전적인 협력을 표명했다.

## 국제 협력 기관 및 회색 시장
1958년, 유엔의 후원 아래 유럽경제위원회가 유럽 전역의 차량 규제 표준화를 위해 설립되었다. 그 목표는 차량 설계 및 장비의 모범 사례를 촉진하고 범유럽 차량 무역 및 교통에 대한 기술적 장벽을 줄이는 것이었다. 이 조직은 결국 차량 규제 조화에 관한 세계 포럼으로 발전하여 차량 및 그 부품의 설계, 건설, 안전 및 배출 성능에 대한 유엔 규제를 개발했다. 많은 국가들이 유엔 규제를 채택하거나 준수를 요구했지만, 미국은 이러한 표준을 인정하지 않고 제조업체가 미국 규제를 준수한다고 인증하지 않은 차량 및 부품의 수입을 제한했다.
미국에서 특정 차량 모델을 구할 수 없었기 때문에 1970년대 후반에 회색 시장이 생겨났다. 이는 미국에서 공식적으로 제공되지 않는 차량을 입수하는 방법을 제공했지만, 이 방식으로 수입된 차량 중 상당수가 결함이 있고 조잡하며 안전하지 않았다 이로 인해 메르세데스-벤츠 북미 지사는 1988년 회색 시장을 폐쇄하기 위한 성공적인 의회 로비 활동을 시작하는 데 도움을 주었다. 그 결과, 개인 수입으로 외국 차량을 미국으로 수입하는 것이 거의 불가능해졌으며, 일부 예외—주로 미국 규제와 실질적으로 유사한 캐나다 규제를 충족하는 차량 및 전시 또는 연구 목적으로 일시적으로 수입되는 차량—만 허용되었다. 실제로 회색 시장은 1988년 거의 사라지기 전까지 연간 몇천 대의 차량에 불과했다.
1998년, NHTSA는 25년 이상 된 차량을 수집가 차량으로 추정하여 관리하는 규칙에서 면제했다. 1999년에는 매우 적은 생산량의 전문 차량도 "쇼 앤 디스플레이" 목적으로 면제되었다.
1960년대 중반, 미국 차량 안전 규제의 틀이 마련되었을 때, 미국 자동차 시장은 3개 회사(GM, 포드, 크라이슬러)가 시장의 85%를 장악하는 과점이었다. 차량 관련 사망률이 낮은 국가에서 안전하다고 여겨지는 신차에 대한 지속적인 금지는 NHTSA의 규제 활동의 효과가 미국 기반 자동차 제조업체 3사와 외국 브랜드 생산자의 미국 사업체로 구성된 수정된 과점 체제를 위해 미국 시장을 보호하는 것이라는 인식을 만들었다. NHTSA가 차량 안전 성능보다는 시장 통제에 몰두하는 것처럼 보이는 이유가 자유 무역의 인기가 높아짐에 따라 관세 및 현지 생산 법규와 같은 명백한 시장 보호 조치가 정치적으로 인기가 없어지면서 업계가 미국 외부의 기술 규제와 다른 덜 눈에 띄는 형태의 무역 제한을 채택하게 되었기 때문이라는 주장이 제기되었다.
NHTSA의 규제 프로토콜이 시장 통제에 미치는 영향의 한 가지 예는 1974년 시트로엥 SM 자동차 금지에서 찾아볼 수 있다. 당시 언론인들은 이 자동차를 당시 가장 안전한 차량 중 하나로 묘사했다. NHTSA는 SM의 설계에서 미국에서 당시 의무적이었던 밀폐형 빔 헤드램프 디자인이 아닌 조향 가능한 헤드램프와 1973년 범퍼 요건 준수를 비용상 불가능하게 만든 높이 조절 서스펜션을 승인하지 않았다. 초기 범퍼 규제는 5 마일 매 시 (8 km/h)로 앞쪽, 2.5 mph (4 km/h)로 뒤쪽에서 장벽 충돌 테스트를 받을 때 조명 및 연료 시스템 부품과 같은 차량의 안전 관련 부품에 기능적 손상을 방지하기 위한 것이었다. 그러나 저속 충돌 시 이러한 규제는 탑승자 안전을 향상시키지 않았다.
자동차 제조업체들은 유엔 및 미국 규제의 기능적 등가성을 인정하고, 개발도상국이 양쪽을 인정하고 수용하도록 장려했으며, 선진국에서도 양 시스템의 동등한 인정을 옹호했다. 그러나 미국 법률 시스템의 일부 구조적 특징은 유엔 규제 시스템의 일부 측면과 호환되지 않는다. 연구에 따르면 미국과 나머지 세계(여기서는 유엔 규정 사용) 간의 규제를 공통화하면 안전에 영향을 미치지 않으면서도 상당한 비용을 절감할 수 있다고 결론지었다.

## 비용과 비용-편익
NHTSA는 차량에 설치가 의무화된 모든 안전 장치, 시스템 또는 설계 기능에 대해 비용 편익 분석을 사용한다. 어떤 장치, 시스템 또는 설계 기능도 목숨을 살리는 데 드는 비용이 지정된 금액을 초과하거나 (재산 피해, 건강 관리 등에서) 비용보다 더 많은 돈을 절약하지 않는 한 의무화될 수 없다. 요건은 추정 비용과 추정 편익을 통해 균형을 이룬다. 예를 들어, FMVSS #208은 사실상 미국 내 모든 신차에 전방 에어백 설치를 의무화하는데, 이는 다른 기술로는 규정된 요건을 충족할 수 없도록 작성되었기 때문이다. 심지어 보수적인 비용 수치와 낙관적인 편익 수치를 사용하더라도 에어백의 비용-편익 비율이 너무 극단적이어서 의무 안전 장치에 대한 비용-편익 요건을 벗어날 수 있다는 주장이 제기되었다. 비용-편익 요건은 미국에서 조명 관련 규제의 기초로 사용되어 왔다. 예를 들어, 전 세계 많은 국가들이 적어도 1970년대 초반부터 후방 방향 지시등이 인접한 빨간색 브레이크등과 구별될 수 있도록 주황색 빛을 방출하도록 요구했지만, 미국 규제는 후방 방향 지시등이 주황색 또는 빨간색 빛을 방출하도록 허용한다. 이는 역사적으로 더 낮은 제조 비용과 빨간색보다 주황색이 안전에 더 나은 이점이 입증되지 않았다는 맥락에서 자동차 제조업체의 더 큰 스타일링 자유를 근거로 정당화되었다. 최근 NHTSA 후원 연구는 주황색 후방 방향 지시등이 빨간색보다 훨씬 더 나은 충돌 회피를 제공한다는 것을 입증했으며, NHTSA는 주황색 신호등이 빨간색 신호등에 비해 비용 부담이 크지 않다는 것을 발견했지만, 2015년에 주황색 후방 방향 지시등이 장착된 승용차에 추가 NCAP 점수를 부여하는 것을 제안했을 뿐 의무화를 추진하지 않았다. 그러나 2022년 9월 현재, 이 기관은 이 제안을 시행하지 않고 있다.

## 연비

### CAFE 규제
NHTSA는 기업 평균 연비(CAFE)를 관리하며, 이는 각 제조업체 차량의 판매량 가중 조화 평균에 대비한 연비 요건을 통해 연료 효율적인 차량 생산을 장려하기 위한 것이다. 북미 이외의 많은 정부는 자동차 연료에 높은 세금을 부과하거나 차량 등록세(도로세) 계산에 차량의 무게, 엔진 크기 또는 연비를 포함시켜 연비를 촉진한다.

## NCAP

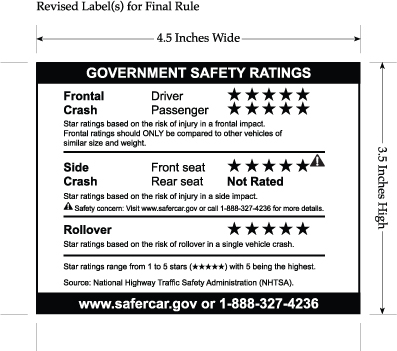
NCAP 등급 차량의 소비자 정보 라벨

1979년, NHTSA는 1972년 자동차 정보 및 비용 절감법 Title II에 대한 응답으로 신차평가제도(NCAP)를 만들었으며, 이는 제조업체가 더 안전한 차량을 만들고 소비자가 이를 구매하도록 장려하기 위함이었다. 그 이후로 기관은 등급 프로그램을 추가하고, 테스트 결과에 대한 접근을 용이하게 하며, 소비자가 이해하기 쉽도록 정보 형식을 개정하여 프로그램을 개선했다. NHTSA는 이 프로그램이 제조업체가 지속적으로 높은 등급을 달성하는 차량을 만들도록 영향을 미쳤다고 주장한다.
미국은 NCAP 프로그램을 가진 최초의 국가/지역이었으며, 이후 다른 NCAP 프로그램들이 이를 모방했다.
최초의 표준화된 35 mph (56 km/h) 전방 충돌 테스트는 1979년 5월 21일에 있었고, 첫 결과는 같은 해 10월 15일에 발표되었다.
기관은 연방 자동차 안전 기준 208("탑승자 충돌 보호")에 기반한 전방 충돌 테스트 프로토콜을 수립했는데, NCAP 전방 4 테스트는 FMVSS No. 208에서 요구하는 30 mph (48 km/h) 대신 35 mph (56 km/h)으로 수행된다.
NCAP 등급의 보급을 개선하고, 안전하고 책임감 있고 유연하며 효율적인 교통 평등법: 사용자를 위한 유산(SAFETEA–LU)의 결과로, 기관은 제조업체가 모로니 스티커(자동차 가격 스티커)에 NCAP 별 등급을 부착하도록 요구하는 최종 규칙을 발행했다. 이 규칙은 2007년 9월 1일에 준수 기한이 있었다.

## 같이 보기
- 미국고속도로안전보험협회 (IIHS)
- 지능형 교통 시스템 연구소 (ITS)
- 미국 연방 교통안전위원회 (NTSB)
- 유엔 유럽 경제 위원회 (UNECE)

## 추가 자료
- McDonald, Kevin M. "Shifting Out of Park: Moving Auto Safety from Recalls to Reason" (Lawyers & Judges Publishing, 2006). ISBN 978-1933264165.
- Evans, Leonard (2004). 《Traffic Safety》. Science Serving Society. ISBN 978-0-9754871-0-5.
- 더 센추리 카운슬의 미국 내 알코올 관련 교통 사망자 보고서 (2006)
- Peltzman, Sam. "The Effects of Automobile Safety Regulation." The Journal of Political Economy 83, no. 4 (August 1975): 677–725. JSTOR 1830396
- “미국 항소법원, 새로운 연비 기준 명령”. 《로이터》. 2007년 11월 16일.